# Міхрув-Стефув
Міхрув-Стефув (пол. Michrów-Stefów) — село в Польщі, у гміні Пневи Груєцького повіту Мазовецького воєводства.
Населення — 97 осіб (2011).
У 1975-1998 роках село належало до Радомського воєводства.

## Демографія
Демографічна структура станом на 31 березня 2011 року:
|          | Загалом | Допрацездатний вік | Працездатний вік | Постпрацездатний вік |
| -------- | ------- | ------------------ | ---------------- | -------------------- |
| Чоловіки | 52      | 19                 | 30               | 3                    |
| Жінки    | 45      | 12                 | 26               | 7                    |
| Разом    | 97      | 31                 | 56               | 10                   |